# Rafael Alonso
Rafael Alonso Ochoa (Madrid, 5 de julio de 1920-24 de octubre de 1998) fue un actor español.

## Cine
En el cine debutó en 1951 en la película Esa pareja feliz, de Juan Antonio Bardem, a la que siguieron multitud de papeles secundarios en alrededor de 120 películas. Entre ellas, El baile y Mi calle, ambas de Edgar Neville; Bienvenido, Mister Marshall, de Luis García Berlanga; Cómicos, de Bardem; La chica del trébol, de Sergio Grieco; Tormento, de Pedro Olea; La escopeta nacional, de Berlanga; La colmena, de Mario Camus; Dragon Rapide, de Jaime Camino; Amanece, que no es poco, de José Luis Cuerda; Las cosas del querer, de Jaime Chávarri; Todos a la cárcel, de Berlanga y El abuelo, de José Luis Garci, que rodó pocos meses antes de su muerte.
Como director, firmó Hoy no pasamos lista en 1948.

## Teatro
Su debut en el teatro se produjo en la obra La vida es sueño, de Calderón de la Barca, mostrando a lo largo de su carrera en los escenarios grandes dotes interpretativas para adaptarse a los papeles más diversos, ya dramáticos, ya cómicos. Entre sus obras teatrales destacan: En la ardiente oscuridad (1950), de Antonio Buero Vallejo, Vidas privadas (1950), de Noël Coward, Don Juan Tenorio (1951), de José Zorrilla, El baile (1952), Veinte añitos (1954) y Alta fidelidad (1957), las tres de Edgar Neville, La otra orilla (1954), de José López Rubio, La vida privada de mamá (1956), de Víctor Ruiz Iriarte, La malquerida (1957), de Jacinto Benavente, Tránsito de madrugada (1958), de Santiago Moncada, A media luz los tres (1953), La canasta (1955), Mi adorado Juan (1956) y Las entretenidas (1963), las cuatro de Miguel Mihura, La extraña pareja (1970), de Neil Simon, Cosas de papá y mamá. (1971) Nada de Hombres, de Francoise Dorín.  (1978), de Alfonso Paso, Compañero te doy (1978) y Los misterios de la carne (1980), ambas de Juan José Alonso Millán, El jardín de los cerezos (1986), de Chejov, Hamlet (1989), de William Shakespeare y La Orestíada (1990), de Esquilo en el Festival de Teatro Clásico de Mérida.

## Muerte
Falleció de cáncer en Madrid el 24 de octubre de 1998 a los 78 años de edad. Sus restos mortales fueron incinerados en el Cementerio de La Almudena, en Madrid.

## Filmografía
- Hoy no pasamos lista (1948) [nota 1]
- Cuento de hadas (1951)
- La canción de Malibrán (1951)
- Don Juan Tenorio (1952)
- Cabaret (1953)
- Bienvenido, Mister Marshall (1953)
- Esa pareja feliz (1953)
- Cómicos (1954)
- Rapto en la ciudad (1955)
- Viaje de novios (1956)
- Minutos antes (1956)
- La ironía del dinero (1957)
- El andén (1957)
- La frontera del miedo (1958)
- El baile (1959)
- Mi calle (1960)
- Navidades en junio (1960)
- Mi noche de bodas (1961)
- Pecado de amor (1961)
- Tómbola (1962)
- El grano de mostaza (1962)
- Cena de matrimonios (1962)
- La casta Susana (1963)
- El secreto de Tomy (1963)
- La chica del trébol (1963)
- Sol de verano (1963)
- Cerrado por asesinato (1964)
- El sexto sentido (1964)
- Los cien caballeros (1964)
- Whisky y vodka (1965)
- ¡Es mi hombre! (1966)
- El arte de no casarse (1966)
- Sor Citroen (1967)
- Después del gran robo (1967)
- La dinamita está servida (1968)
- Una vez al año, ser hippy no hace daño (1969)
- Turistas y bribones (1969)
- Carola de día, Carola de noche (1969)
- Pecados conyugales (1969)
- El ángel (1969)
- A 45 revoluciones por minuto (1969)
- Trasplante a la italiana (1970)
- El relicario (1970)
- El hombre invisible (1970)
- El hombre que se quiso matar (1970)
- El astronauta (1970)
- El diablo cojuelo (1971)
- Varietés (1971)
- Las Ibéricas F.C. (1971)
- Black story (La historia negra de Peter P. Peter) (1971)
- Blanca por fuera y Rosa por dentro (1971)
- Ligue Story (1972)
- La duda (1972)
- Las juegas de "el señorito" (1973)
- Casa Flora (1973)
- Las tres perfectas casadas (1973)
- La guerrilla (1973)
- Lo verde empieza en los Pirineos (1973)
- El extraño caso de Rachel K (1973)
- Matrimonio al desnudo, (1974)
- Tormento, (1974)
- Cuando el cuerno suena, (1975)
- Un lujo a su alcance, (1975)
- Tres suecas para tres Rodríguez, (1975)
- El adúltero, (1975)
- Madres solteras, (1975)
- Zorrita Martínez, (1975)
- El señor está servido, (1976)
- La lozana andaluza, (1976)
- Señoritas de uniforme, (1976)
- Pepito Piscinas, (1978)
- La escopeta nacional, (1978)
- Réquiem por un empleado, (1978)
- Siete chicas peligrosas, (1979)
- Una mujer y un cobarde, (1979)
- Los bingueros, (1979)
- Cinco tenedores, (1980)
- Gay Club, (1981)
- El soplagaitas, (1981)
- 127 millones libres de impuestos, (1981)
- Carlota: amor es... veneno, (1981)
- La tía de Carlos, (1982)
- Caray con el divorcio, (1982)
- Todo es posible en Granada (1982)
- Loca por el circo, (1982)
- La colmena, (1982)
- El currante , (1983)
- Un gendarme en Benidorm, (1983)
- Dos mejor que uno, (1984)
- A la pálida luz de la luna, (1985)
- Dragon rapide, (1986)
- Mi general, (1987)
- El pecador impecable, (1987)
- Amanece, que no es poco, (1987)
- Las cosas del querer, (1989)
- Ni se te ocurra, (1991)
- Cómo levantar 1000 kilos, (1991)
- Semos peligrosos (uséase Makinavaja 2), (1993)
- Todos a la cárcel, (1993)
- Al otro lado del túnel, (1994)
- El perro del hortelano, (1996)
- El abuelo, (1998)
- Edgar Neville: emparedado entre comillas (Mediometraje, documental, 2000)

## Televisión
- Hostal Royal Manzanares (1996-1998), en el papel de Paciano. 
  - La llegada (15 de febrero de 1996)
  - Luces y sombras de la ciudad (22 de febrero de 1996)
  - Alternando (7 de marzo de 1996'')
  - ¡... Olé torero! (14 de marzo de 1996)
  - Cita a ciegas (20 de marzo de 1996)
  - Mens sana in corpore sano (28 de marzo de 1996)
  - ¡Gooooll! (4 de abril de 1996)
  - ¿Quién con niños se acuesta...? (11 de abril de 1996)
  - Typical Spanish (18 de abril de 1996)
  - Una larga convalecencia (25 de abril de 1996)
  - Mujeres en pie de guerra (2 de mayo de 1996)
  - Delirios de grandeza (9 de mayo de 1996)
  - Sin saber dónde (16 de mayo de 1996)
  - ¡Por favor, un médico! (23 de mayo de 1996)
  - Cuestión de flechazo (30 de mayo de 1996)
  - Noche de brujas (6 de junio de 1996)
  - Amos de casa (13 de junio de 1996)
  - Y la vida sigue (26 de septiembre de 1996)
  - Estrategias (3 de octubre de 1996)
- Villarriba y Villabajo

- -  Los padres de Paulina (20 de junio de 1995)

- Compuesta y sin novio (1994), en el papel de León Ventosa. 
  - La boda (19 de septiembre de 1994)
  - Luna de miel (26 de septiembre de 1994)
  - Encuentro en Madrid (3 de octubre de 1994)
  - ¿Y ahora qué? (10 de octubre de 1994)
  - Mañana será otro día (17 de octubre de 1994)
  - El crucero (24 de octubre de 1994)
  - Escala en Puerto Rico (31 de octubre de 1994)
  - El regreso (1 de noviembre de 1994)
  - La recomendada (1 de noviembre de 1994)
  - La inspección (21 de noviembre de 1994)
  - Rosas rojas (28 de noviembre de 1994)
  - El bautizo (5 de diciembre de 1994)
  - Piénsalo bien, Valentina (12 de diciembre de 1994)
- Habitación 503
  - La vieja dama (17 de febrero de 1994)
- Una gloria nacional (1993) [nota 2]
- El Quijote de Miguel de Cervantes
  - Episodio 3 (12 de febrero de 1992)
  - Episodio 5 (26 de febrero de 1992)
- Narradores
  - Mi entierro (13 de julio de 1991)
- Eurocops
  - Shanghai Lilly (23 de abril de 1991) [nota 3]
- La forja de un rebelde
  - Episodio 2 (6 de abril de 1990)
- El olivar de Atocha
  - Joven literato y periodista (20 de abril de 1989)
  - Fin de siglo (21 de abril de 1989)
  - El eclipse solar (24 de abril de 1989)
  - Amores de portera (25 de abril de 1989)
  - Palabra y mano te doy (26 de abril de 1989)
  - Errores del modernismo (27 de abril de 1989)
  - Sombrero y botas (28 de abril de 1989)
- Juncal
  - Episodio 5 (18 de marzo de 1989)
- Media naranja
  - La nueva vecina (5 de marzo de 1986)
  - Julia conoce a mamá (19 de marzo de 1986)
  - Al escondite inglés (26 de marzo de 1986)
  - Una amistad equívoca (2 de abril de 1986)
  - El ligue de Julia (9 de abril de 1986)
  - El cumpleaños (16 de abril de 1986)
  - Luis quiere ser un hombre (23 de abril de 1986)
  - Una cena formal (28 de abril de 1986)
  - El bigote del vecino (5 de mayo de 1986)
  - El novio de mamá (12 de mayo de 1986)
  - Una noche loca (19 de mayo de 1986)
  - La mudanza (26 de mayo de 1986)
- La huella del crimen
  - El crimen de la calle Fuencarral (17 de mayo de 1985)
- Proceso a Mariana Pineda
  - Capítulo 1 (13 de noviembre de 1984)
  - Capítulo 2 (20 de noviembre de 1984)
  - Capítulo 3 (27 de noviembre de 1984)
  - Capítulo 4 (4 de diciembre de 1984)
  - Capítulo 5 (11 de diciembre de 1984)
- Lecciones de tocador
  - El huérfano (6 de octubre de 1983)
  - Use el autobús (13 de octubre de 1983)
  - Los bajos fondos (20 de octubre de 1983)
  - La sueca (27 de octubre de 1983)
  - El ídolo de América (3 de noviembre de 1983)
  - Oferta de trabajo (10 de noviembre de 1983)
  - El mejor amante del mundo (17 de noviembre de 1983)
  - La primera conquista (24 de noviembre de 1983)
  - La estrella (1 de diciembre de 1983)
  - Hacienda somos dos (8 de diciembre de 1983)
  - Mesalina, S.A. (15 de diciembre de 1983)
  - El último vicio (22 de diciembre de 1983)
- Los gozos y las sombras (1982), en el papel de Don Baldomero. [nota 4]
- El español y los siete pecados capitales
  - La soberbia (primera parte), (24 de octubre de 1980)
  - La soberbia (segunda parte), (31 de octubre de 1980)
  - De la avaricia a la gula (14 de noviembre de 1980)
  - La envidia (21 de noviembre de 1980)
  - La ira (28 de noviembre de 1980)
  - La pereza (5 de diciembre de 1980)
  - La lujuria (12 de diciembre de 1980)
- Que usted lo mate bien
  - Los celos (30 de enero de 1979)
  - El triángulo (6 de febrero de 1979)
  - Las cenizas (24 de abril de 1979)
- Telecomedia
  - Los celos (30 de enero de 1979) [nota 5]
- Estudio 1
  - El baile (4 de diciembre de 1970)
  - Nosotros, ellas... y el duende (1 de enero de 1971)
  - Mi adorado Juan (enero de 1971)
  - Con la vida del otro (4 de junio de 1971)
  - La otra orilla (27 de octubre de 1972)
  - Doce hombres sin piedad (16 de marzo de 1973)
  - Papá se enfada por todo (10 de agosto de 1973)
  - ¿Quiere usted jugar con mí? (23 de noviembre de 1980)
- Confidencias
  - La casa de Don Eugenio (30 de mayo de 1965)
- Día a día
  - Crueldad mental (31 de enero de 1963)
  - La sombra (27 de marzo de 1963)
  - Malhumor (6 de junio de 1963)

## Premios
Medallas del Círculo de Escritores Cinematográficos
| Año  | Categoría              | Película   | Resultado |
| ---- | ---------------------- | ---------- | --------- |
| 1959 | Mejor actor secundario | El baile   | Ganador   |
| 1982 | Mejor actor            | La colmena | Ganador   |
| 1998 | Mejor actor            | El abuelo  | Ganador   |

Premios Goya
| Año  | Categoría                                 | Película  | Resultado |
| ---- | ----------------------------------------- | --------- | --------- |
| 1998 | Goya de Honor (póstumo)                   |           | Ganador   |
| 1998 | Mejor interpretación masculina de reparto | El abuelo | Nominado  |

Premios de la Unión de Actores
| Año  | Categoría               | Resultado |
| ---- | ----------------------- | --------- |
| 1998 | Toda una vida (póstumo) | Ganador   |

- 1959: Premio del Sindicato Nacional del Espectáculo como mejor actor secundario por El baile.
- 1982: Premio ACE de la crítica de Nueva York como mejor actor secundario por La colmena.
- 1998: Premio TP de Oro especial a la trayectoria profesional (póstumo).